# Détecteur linéaire de chaleur
 (mars 2023).
Pour les articles homonymes, voir LHD.
La détection linéaire de chaleur (en anglais LHD pour Linear Heat Detection) est une méthode de détection d'incendie très couramment utilisée. Elle peut détecter un incendie n'importe où sur la longueur du câble et peut avoir des longueurs supérieures à un kilomètre.
Le câble de détection de chaleur linéaire est essentiellement un câble à deux conducteurs connectés par une résistance de fin de ligne (la résistance varie selon l'application). Les deux noyaux sont séparés par un plastique polymère, conçu pour fondre à une température spécifique (généralement 68 °C pour les applications de construction  ), et sans quoi les deux noyaux se court-circuitent. Cela peut être vu comme un changement de résistance dans le fil.
Le système peut se trouver dans les états suivants :
1. Circuit ouvert - effectivement une résistance infinie
2. Condition de fonctionnement normale - la résistance apparente sera la même que la résistance de fin de ligne
3. Détection d'incendie - résistance du câble chauffant linéaire au court-circuit